# Fiat 127 Moretti Midimaxi
Fiat 127 Moretti MidiMaxi a fost un vehicul recreativ de plajă (în italiană „spiaggina”), conceput pentru activități în aer liber și plimbări estivale. Prin eliminarea banchetei din spate, aceasta se transformă într-un vehicul cu două locuri, utilizabil și în scopuri utilitare. Modelul a fost disponibil doar cu tracțiune pe roțile din față, fără opțiunea de tracțiune integrală (4x4). Disponibil exclusiv cu tracțiune față (fără opțiune 4x4), principalii concurenți au fost Fiat 127 Fissore Scout și Citroën Méhari, dar MidiMaxi se diferenția prin portiere etanșe și geamuri glisante 
Fiat 127 Moretti MidiMaxi a fost produsă între 1972 și 1984, în două serii, corespunzătoare evoluției modelului de bază, Fiat 127. Opțiunile de caroserie includeau un soft-top impermeabil pentru secțiunea spate sau un hard-top din poliester armat cu fibră de sticlă. 
Modelul a fost omologat sub denumirea FIAT-Moretti 127A MidiMaxi, fiind construit pe șasiul Fiat 127 A12.400. Din punct de vedere structural, Moretti a păstrat platforma și mecanica originală a Fiat 127, dar a înlocuit caroseria cu un design mai angular și un sistem modular de acoperire. Elementele frontale ale Fiat 127 – inclusiv capota, grila, barele de protecție și farurile – au fost păstrate. 
Fiind un vehicul Fiat, caracteristicile fundamentale ale Moretti MidiMaxi au fost robustețea și simplitatea construcției. Acesta păstrează mecanica fiabilă și economică a modelului Fiat 127, folosind motorul de tip 100GL cu o cilindree de 903 cm³, care dezvoltă o putere de 47 CP (35 kW), cuplat la o cutie de viteze manuală cu 4 trepte.
Au fost fabricate puțin peste 200 de exemplare din acest model. Fiat 127 Moretti MidiMaxi concura direct cu Fiat 127 Fissore Scout, care avea aceeași bază mecanică, dar prezenta un nivel de finisare mai sofisticat și o caroserie mai elegantă, cu linii mai puțin angulare.
Modelul a evoluat în trei generații, sincronizate cu evoluția modelului Fiat 127. 
De asemenea, a existat o mică producție sub licență realizată de un constructor din Grecia.